# باري فيرغسون (لاعب كرة قدم)
باري فيرغسون (بالإنجليزية: Barry Ferguson)‏ (7 سبتمبر 1979 بدبلن في جمهورية أيرلندا - ) هو لاعب كرة قدم أيرلندي في مركز الدفاع. شارك مع منتخب جمهورية أيرلندا تحت 21 سنة لكرة القدم. أما مع النوادي، فقد لعب مع كوفنتري سيتي وكولتشستر يونايتد ونادي بوهيميان ونادي شامروك روفرز ونادي نورثامبتون تاون ونادي هارتلبول يونايتد وSporting Fingal F.C. ‏ ولونغفورد تاون ‏.

## وصلات خارجية
- باري فيرغسون على موقع الاتحاد الدولي (مؤرشف)  (الإنجليزية)
- باري فيرغسون على موقع قاعدة بيانات كرة القدم.إي يو (الإنجليزية)